# 능동천 (울산)
능동천(陵洞川)은 대한민국의 강이다. 경주시 산내면 대현리의 용바위들에서 발원하여 남류하여 울산광역시 울주군 상북면에서 울산으로 들어와 강답들 부근에서 남동류하다가 울산광역시 울주군 상북면의 남하강(본래의 태화강 본류)으로 흘러든다.